# 公安調査庁

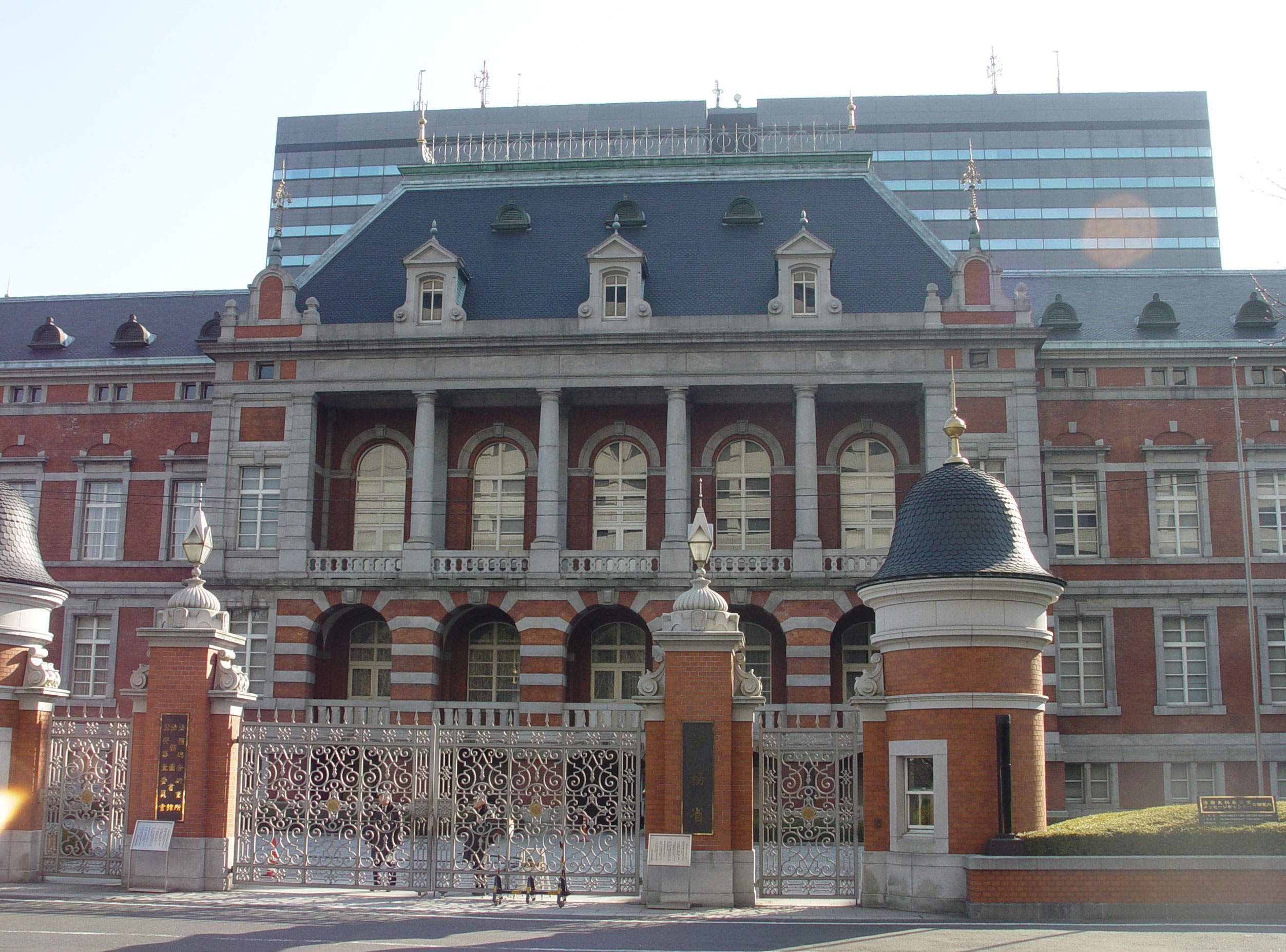
法務省と公安調査庁が置かれている中央合同庁舎6号館A棟（奥）と、法務総合研究所本所が置かれている中央合同庁舎6号館赤れんが棟（手前）

公安調査庁（こうあんちょうさちょう、英: Public Security Intelligence Agency、略称: PSIA）は、日本の行政機関のひとつ。破壊活動防止法、団体規制法などに基づき、公共の安全の確保を図ることを目的として設置された法務省の外局である。日本語略称・通称は、公安庁（こうあんちょう）・公調（こうちょう）。

## 概説
内閣官房内閣情報調査室、警察庁警備局、外務省国際情報統括官組織、防衛省情報本部とともに、内閣情報会議、合同情報会議を構成する日本の情報機関のひとつ。
オウム真理教への観察処分の実施、周辺諸国などの諸外国や、国内諸団体・国際テロ組織に対する情報の収集・分析を行う。
破壊活動防止法や団体規制法の規制対象に該当する団体であるかどうかの調査（情報収集）と処分請求を行う機関であり、調査活動の過程で入手した情報を分析・評価し、政府上層部に提供している。同庁公式サイトでは、業務内容を大別して「団体規制」と「情報貢献」として紹介している。
公安調査庁が処分請求を行った後に、その処分を審査・決定する機関として公安審査委員会が設置されている。
公安調査庁は、内務省調査局の流れを汲んでおり、特高警察関係者が創設に関与した。公安調査庁の活動は、調査対象者の行動確認、公開資料の収集・分析、協力者獲得など、純粋な諜報・インテリジェンス活動が主であるが、団体規制法第39条、第40条、第41条などにより、一定の強制力を行使できる。ただし、職員は特別司法警察職員ではないため、逮捕状、捜索差押許可状等を裁判所に請求したり、発付された令状を執行する権限は有しない。この点は、英国の情報機関である内務省保安局（MI5）やドイツの連邦憲法擁護庁と同様である。
俗に「秘密警察」と呼称されることもある、諸外国の政治警察と同様の活動を行っているとされる。伝統的な紋章としては法務省と同じ五三の桐を使用し、公安調査官が携帯し、その身分を証明するための「証票」の表面にも使用されている。

## 沿革
当初は、国家地方警察本部と法務庁（後に法務府）特別審査局（通称「特審局」。管掌は法務庁では検務長官、法務府では刑政長官。戦前の思想検事で、のちに公安調査庁長官の吉河光貞が初代局長を務めた）を管轄する「治安省」の設置が検討されていたが、1952年（昭和27年）7月、破壊活動防止法の施行と同時に、法務府（法務庁から改組）特別審査局を発展的解消する形で公安調査庁が設置された。前身の特審局は、「秘密的、軍国主義的、極端な国家主義的、暴力主義的及び反民主主義的な団体」を取り締まる目的で制定された政令「団体等規正令」を所管しており、この政令が後に「破壊活動防止法」の基礎となった。当初は公安調査庁に、「緊急検束」、「強制捜査」、「雇傭制限」、「政治団体の報告義務」、「解散団体の財産没収」、「煽動文書の保持者の取締り」などの、左翼に対する有効な武器となる強力な権限を付与する予定であった。
これ以前の沿革については「内務省 (日本)#沿革」および「特別高等警察#沿革」を参照
同庁の設置には、太平洋戦争後、公職追放されていた特別高等警察、領事館警察（外務省警察）、陸軍中野学校、旧日本軍特務機関、憲兵隊の出身者が参画したとされ、中でも特高警察と領事館警察の出身者が中堅幹部として組織運営を担っていた。領事館警察は、満州国や中国大陸で特高警察としての活動を行っていたが、敗戦後もGHQによる公職追放の対象から外されていたため、内務省調査局時代から機会をみて再雇用されていた。このほか、検察庁と警察庁から出向者を迎えることになったが、検察庁からは戦前に思想検事であった者（井本台吉など）、警察庁からは戦前に特高警察に在籍した者（柏村信雄、秦野章など）が選ばれた。
設立過程では、同庁を規制官庁とすべきか情報官庁とすべきか議論があったとされるが、最終的には規制官庁との位置づけではあるものの、その枠内において必要なインテリジェンス活動を行うものとされた。
設立当初、公安調査庁は関東公安調査局と共に、東京都千代田区九段南にあった旧憲兵司令部庁舎に置かれていた。そのため、公安調査庁を指す隠語として「九段」とも呼ばれていた。
破壊活動防止法は、当時所感派の主導を受けて武装闘争路線を採り（51年綱領）、「山村工作隊」・「中核自衛隊」などの武装組織建設を進めていた日本共産党に対する規制を念頭に制定された。そのため、同党は、現在でも破壊活動防止法の調査指定団体である。また、国際共産主義運動を利用した外国機関からの浸透に対する警戒も主要な目的の一つであり、同法第四条は、暴力主義的破壊活動の中に「外患誘致」「外患援助」が含まれることを明記している。実際、1954年に発覚した「ラストボロフ事件」では、外務省とともに公安調査庁が共同発表を行っている。
実際の適用例としては、1961年（昭和36年）、旧軍元将校らが画策したクーデター未遂事件（三無事件）で、同法で有罪となった事例（個人適用）がある。
1994年（平成6年）から翌年にかけて松本サリン事件や地下鉄サリン事件などを起こしたオウム真理教（現Aleph）に対し、破壊活動防止法の解散処分請求が行われたものの、1997年（平成9年）1月、公安審査委員会が同法の要件を満たさないと判断して適用は見送られた。
その後、再びオウム真理教の活動が活発になったことから、1999年（平成11年）12月、破壊活動防止法の適用要件を柔軟にした「無差別大量殺人行為を行った団体の規制に関する法律（団体規制法）」が施行された。公安調査庁は、同法に基づき、Aleph施設の立入検査を継続している。
旧民主党政権の事業仕分けでは廃止の候補になったこともある。

## 特別高等警察からの参画者
- 大園清二（香川県特高課長、広島県特高課長、北海道特高課長、警視庁外事課長、警保局事務官ハルピン駐在官）近畿公安調査局長
- 太田正明（福井県特高課長、大阪府外事課長、大阪府治安部特高課長、大阪府治安部特高第一課長兼外事課長、警視庁特高第一課長）神奈川地方公安調査局長、公安調査庁調査第二部参事官、四国公安調査局長、北海道公安調査局長
- 田中健次（大阪特高課警部補、警保局保安課属、警務官補、徳島県特高課長、千葉県特高課長）千葉地方公安調査局長、茨城地方公安調査局長、公安調査庁調査第二部第三課長補佐
- 林一夫（三重県特高課長、警保局事務官兼外務事務官、神奈川県外事課長）北海道公安調査局長
- 麓昇（徳島県特高課長、三重県特高課長）宮崎地方公安調査局長、長崎地方公安調査局長、山口地方公安調査局長
- 沼田喜三雄（山口県特高課長、長崎県特高課長、警視庁検閲課長）四国公安調査局長、中国公安調査局長、公安調査庁研修所長
- 山田誠（青森県特高課長、岡山県特高課長）公安調査庁調査第一部長
- 横山重一（警保局保安課属、警務官補、熊本県特高課長）茨城地方公安調査局長、長野地方公安調査局長
- 渡辺次郎（和歌山県特高課長、神奈川県外事課長、警保局書記官兼上海領事）公安調査庁第二課長
- 尾崎米一（大阪府特高課警部、特高第一課検閲係長）近畿公安調査局調査第一課課長補佐、滋賀地方公安調査局長
- 小川一郎（愛知県警視）岐阜地方公安調査局長
- 片岡政治（警視庁警視）公安調査庁調査第一部第一課課長補佐
- 武良操（大阪府警視）兵庫地方公安調査局第二課長
- 小橋勇（大阪府特高課警部）近畿公安調査局調査第二課第二係長
- 能仁充平（警保局属）公安調査庁総務部資料課員、公安調査庁総務部資料課課長補佐

ほか多数

## 調査対象

### 国内関係

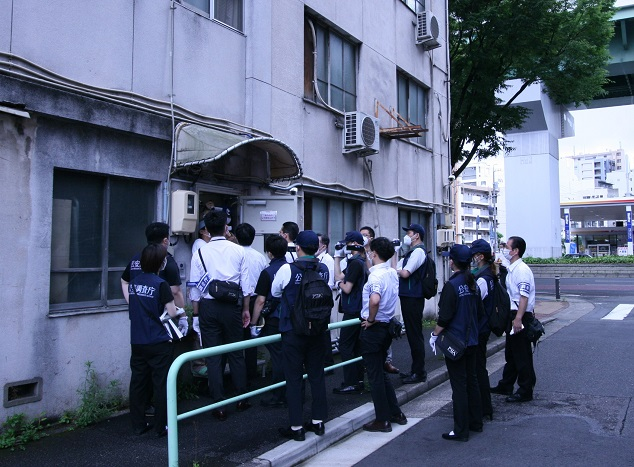
Alephの名古屋施設に対する立入検査（2022年7月）

日本国内に関しては、旧オウム真理教（現: Aleph、ひかりの輪）、日本共産党、革マル派・中核派などの新左翼、右翼団体ないしは右翼標榜暴力団、行動する保守（右派系市民グループ）、朝鮮総連、沖縄で「琉球独立」などと唱える勢力などの情報を収集している。同庁のホームページの動静調査のページには、左右諸団体の活動報告が掲載され、適宜更新されている。

旧オウム真理教系の宗教集団であるAlephやひかりの輪については、活動形態に違いこそあれ、松本智津夫（麻原彰晃）の教義を広める目的は共通しているとし、オウムと同一団体とみなしている。そのため、団体規制法の規定に基づき、Alephやひかりの輪についても、立入検査をはじめとする観察処分を長期的に実施している。2015年1月23日には、公安審査委員会の審査により、「本質的な危険性を引き続き保持していると判断」し、5回目の観察処分の期間更新（つまり、観察処分としては6期目）が発表された。同集団関連施設への立入検査は、月1 - 2回のペースで実施されており、2015年3月の時点において、19都道府県下延べ608か所（実数131か所）への検査の実施が公表され、麻原の写真や麻原・上祐の説法教材の多数の保管が確認されている。
一方、ひかりの輪は、立入検査情報の漏洩があった等の理由により、国家公務員法違反罪（守秘義務の違反）にて公安調査庁の職員を東京地検に告発している。また、観察処分更新は「証拠曲げた」結果であるとし、金が目的でないとしてわずか損害賠償請求額3円の訴訟を提起している。観察処分の5回目の延長決定に対しても「誤った事実認定に基づく決定で、訴訟で取り消しを求める」と主張している。
また、日本共産党の支持勢力を中心に一部の労働組合や労働争議支援団体、反戦運動・反基地運動、原子力撤廃・反核運動、市民オンブズマンなど行政監視グループ、部落解放・女性解放など人権擁護運動（アムネスティ・インターナショナル、自由法曹団、日本国民救援会、青年法律家協会等）、消費者団体（生活協同組合や産地直送運動・環境保護団体）、言論団体（日本ペンクラブ、日本ジャーナリスト会議等）などについても情報収集を行っているとされ、これらの団体から「調査・監視対象化は不当」と非難されている。
特異集団
2006年版までの『内外情勢の回顧と展望』では、「社会通念からかけ離れた特異な活動をしている団体」を「特異集団」と位置づけ、情報収集を行ない発表していた。なお、特異集団とは新宗教（新興宗教）やカルトなどとは異なる概念であり同義ではないが、「不安感をあおって執拗な勧誘を行った集団」をも含めた概念である。
2005 - 2006年版には、日蓮正宗系新興教団の冨士大石寺顕正会が名指しではないものの取り上げられたことがあった。また「在日関係者を取り込むことで勢力拡大を図る動きをみせた集団もあった」、「こうした『特異集団』は、危機感や不安感をあおった上で勢力拡大を図っており…」、「不法事案を引き起こすことも懸念される」などと指摘するくだりがあり、これら記述は2022年（令和4年）の安倍晋三暗殺事件後に立憲民主党の辻元清美が提出した質問主意書に対する答弁書で、「世界平和統一家庭連合（旧・世界基督教統一神霊協会）のことを指す」と内閣も認めた。

しかし第1次安倍政権下の2007年版以降は、特異集団の項目は無くなり旧オウム真理教系の宗教団体以外は取り上げていない。
排外主張を掲げ執拗な糾弾活動を展開する右派系グループ
2011年（平成23年）度版『回顧と展望』にて、行動する保守運動が「排外主張を掲げ執拗な糾弾活動を展開する右派系グループ」と位置づけられ、新たな監視対象に加わっている。
2018年（平成30年）度版では、在特会の流れを汲む日本第一党も、名指しこそされなかったものの取り上げられた。
沖縄
2017年度版『回顧と展望』は、中国の大学やシンクタンクが、沖縄で「琉球独立」を唱える団体との交流を行っていることについて、「中国に有利な世論を形成し、日本国内の分断を図る戦略的な狙いが潜んでいる」としている。これに関連して社民党の照屋寛徳が衆議院に提出した質問主意書で
『沖縄における辺野古新基地建設反対運動、東村高江の米軍ヘリパッド建設反対運動は、国政選挙や首長選挙で示された民意を無視して、これらの工事を強行する国家権力に対抗するための非暴力の抗議活動である。特定の政党や団体、活動家らにとどまる反対運動では断じてなく、いわゆる「オール沖縄」の旗印の下に多くの県民が結集する、開かれた抵抗闘争だ。『回顧と展望』六十二頁には、「沖縄県民大会」に「全国から党員や活動家らを動員した」との記述があるが、具体的にどの政党を指しているのか、当該政党の名称を全て列挙した上で、「動員した」と断定する根拠について政府の見解を示されたい』
と質問。それに対して時の内閣総理大臣安倍晋三は
『「沖縄県民大会」に「全国から党員…を動員した」と記述された政党は、日本共産党であると承知している』

と回答している。

### 国外関係
日本国外に関しては、同庁が毎年公表している『回顧と展望』の書き振りから、朝鮮民主主義人民共和国（北朝鮮）、中華人民共和国（中国）、ロシアなど、日本と敵対もしくは緊張関係にある国家等に関する情報収集を行っているとみられる。また、同庁が公表している「国際テロリズム要覧」には、国外のテロ組織・過激組織の動向やテロ関連情勢が詳述されていることや、平成26年版『回顧と展望』にも中東・北アフリカの情勢や国際テロリズムに関する情勢が独立した項目で取り上げられていることから、グローバルに展開する昨今のテロリズムのトレンドに応じた情報収集を行っており、外務省系のインテリジェンス組織で日本における事実上唯一の国営通信社とみなされているラヂオプレスとも連携しているとみられる。

## 組織概要
令和6年4月1日の定員は1,799人。国家公務員削減の流れに反し、平成16年度定員から278人増員されている。職員のうち、公安調査官（公安職）が調査業務に従事している。なお、幹部以外の職員氏名は公表されない。
東京・霞が関の法務省庁舎内にある本庁以下、東京、大阪など8か所にブロックを管轄する公安調査局、横浜、京都など14か所に府県を管轄する公安調査事務所、その他必要に応じて駐在官事務所が置かれている。
以前は、公安調査局の置かれる都道府県以外の全ての府県に地方組織（地方公安調査局、後に縮小され公安調査事務所）が置かれていたが、2001年（平成13年）1月の中央省庁再編に伴い、一部の事務所が閉鎖統合され、現体制となった。
本庁と地方組織の役割分担としては、地方組織が収集した情報を本庁が一元的に分析・評価し、関係省庁に提供する仕組みとなっている。
本庁は、人事・管理を担当する総務部、国内情報を担当する調査第一部、国外情報を担当する調査第二部で構成されており、公安調査局・公安調査事務所もこれに準じた組織となっている。北朝鮮情報やイスラーム過激派によるテロ情報などを扱うのは調査第二部である。
法務省の外局であり、長官、次長、総務部長などに検事が充てられている。このほか、国内情報の責任者である調査第一部長は警察キャリアの指定席となっている。国外情報の責任者である調査第二部長には、公調キャリアが充てられている。
他方、他省庁への出向ポストは多く、代表的なものとしては、内閣情報調査室を中心として内閣官房に二十数人、外務省（本省、在外公館）に数十人、同じ法務省の外局である出入国在留管理庁に数人を出向させている。出向者は定員にカウントされないため、実際には1,700人強の職員を抱えている。

## 調査手法・権限

### ヒューミント
情報収集の手法として、監視・尾行のほか、対象団体の関係者を協力者（エージェント）として勧誘し、内部の情報を探るという手法（ヒューミント）をとり、シギント（コミント（通信傍受・暗号解読）、エリント）などの技術的手段は情報収集の直接の手法とはしていないとされる。

職員は、その特殊性から、所属・職名（場合によっては氏名）を偽って活動することが多い。

1999年（平成11年）12月、元日本経済新聞記者杉嶋岑が北朝鮮当局に2年2か月間にわたり拘束される事件が発生。杉嶋は帰国後、以前から公安調査庁に依頼されて北朝鮮の情報を提供していたこと、その件が北朝鮮側に漏洩していたためにスパイ容疑で取り調べを受けたことなどを明らかにしている。

### シギント
破壊活動防止法第4条には、有線通信または無線通信による破壊活動も規定されている。今は行われていないとされるが、公安調査庁もかつてはシギントを行っていたとされる。1952年（昭和27年）に東京都練馬区に「寺田技術研究所」という長官直属の機関を作り、主にソ連の無線を傍受していた。職員は主に陸軍の暗号関係者で、暗号解読も行っていたとされる。1959年（昭和34年）には「極東通信社」と改称し、中国と北朝鮮も対象にした。その後、予算の関係で1976年（昭和51年）に解散された。業務は自衛隊に引継がれたという。
この活動で公安調査庁は380万件以上の通信を傍受し、その結果31種類の暗号が解読され370件の情報が得られたという。

### 公安警察との違い
守備範囲の重なる公安警察との違いは、前述のとおり、公安調査庁の調査活動には逮捕、家宅捜索等の司法警察権が与えられていない点である。ただし、団体規制法第7条に基づく公安調査官による対象団体への立入や検査について拒み、妨げ、又は忌避した者に対して、1年以下の懲役刑又は50万円以下の罰金刑が同法第39条に規定されており、公安調査庁の団体規制権能には一定の強制力も付与されている。
また、公安調査庁では創設時に公職追放権や緊急逮捕権を行使する事が想定されていたほか、1979年頃の政治的暴力行為防止法案に緊急拘束権が盛り込まれたり、2004年頃から警察庁、防衛庁（当時）、法務省などの担当者によるプロジェクトチームで研究が行われているテロ対策基本法案（反テロ法案）では、治安当局がテロ組織やテロリストと認定した場合に一定期間の拘束や、国外への強制退去、家宅捜索・通信傍受などの強制捜査権の付与が検討されている。テロ対策基本法案は日本国憲法第33条に抵触する可能性から未だに研究段階であるが、政府は準備を進めるとしている。
公安警察関係者は「同じ協力者をめぐり、対立する公安調査庁の調査官のことをあえて報道関係者にリークしたことがある」と述べており、公安警察が公安調査庁の活動を妨害することもある。

### 外国情報機関との関係
情報機関には「コリント」と呼ばれる手法があり、自らの弱い部分では互いに情報交換を行うことで情報を集める。公安調査庁は30以上の機関とコリントを行っており、主に北朝鮮、中国情報と引き換えに海外情勢やテロ組織の情報を得ているという。
人員交流も行われており、CIAに職員を派遣し、情報分析研修を行っているとされる。また、台湾情報機関から研修生を受け入れているほか、ドイツ、イスラエルに留学生を派遣して現地機関と交流を行っているという。

## 情報の活用

### 関係機関への提供
公安調査庁はインテリジェンス・コミュニティーのコア・メンバーとして位置づけられており、収集した情報は、分析・評価が行われた上で、政府上層部や関係各機関に報告される。
また、Aleph（旧オウム真理教）対策の一環として、同教団の施設が存在する地方自治体に対しても、情報提供が行われている。
さらに、出入国管理及び難民認定法第24条第3号の2は、公衆等脅迫目的の犯罪行為（予備行為、幇助行為含む）を行う恐れがあるものと認めるに足りる相当の理由がある者として法務大臣が認定する者に関し、退去強制をすることができる旨定めているところ、同法第24条の2において、法務大臣が右認定を行う場合には、公安調査庁長官等の意見を聴くものと定めているほか、公安調査庁長官等は、法務大臣の右認定に関し意見を述べることができるとも定めている。これは、法務大臣がテロリストと認定したものを入国規制するための仕組みであり、公安調査庁には、同認定に資する情報収集を行うために必要な機構として国際破壊活動対策室が設置されている

### 年次報告等
白書に準じる年間報告書として、毎年12月に「内外情勢の回顧と展望」（以下、回顧と展望）を公表している。「回顧と展望」は、同庁公式サイトから閲覧できる。
2004年12月に公表された2005年版「回顧と展望」では、北朝鮮情勢について、「一般住民の間で体制への不満や批判が増大し、権力基盤に亀裂が生じることも考えられる」と分析した他、Alephについては、「依然として危険性を有し、規制強化を求める声も寄せられている」として、「徹底した調査、検査を推進する」と引き続き同教団を注視する必要性を強調している。
また、2年に一度、国際テロ問題をまとめた日本政府の行政組織で唯一の資料と言われる「国際テロリズム要覧」を公表している。同庁公式サイトでは、「国際テロリズム要覧」の要約版をみることもできる。なおこの「国際テロリズム要覧」は、内外の各種報道、研究機関等が公表する報告書等から収集した公開情報を取りまとめたものであって、公安調査庁の独自の評価を加えたものではない。
なお、「内外情勢の回顧と展望」、「国際テロリズム要覧」ともに書店での販売はされていないが、国立国会図書館や一部の都道府県立図書館などには蔵書されており、公安調査庁と関わりの無い人でも内容を知ることが出来る。

## 不祥事
- 2013年6月17日 - 公安調査庁の主任調査官がひかりの輪への公安調査庁の立ち入り検査の日程を東京都世田谷区の教団施設に居住していた20代の男性信者（脱会済み）に漏洩したとして、2015年3月27日に東京地検特捜部は国家公務員法（守秘義務）違反罪で略式起訴した。主任調査官は「信者の信頼を得て、より重要な情報を得ようとした」と説明。男性信者に対し、飲食接待したり金品を提供したりしていた。略式起訴の同日、公安調査庁は主任調査官を減給100分の5（1か月）の懲戒処分にした[52]。

## 批判
- 日本共産党は「公党たるわが党を監視する事自体が憲法違反であり、不当極まりない」と批判している[53]。
- オウム真理教脱会者の集まり・カナリヤの会の代表で弁護士の滝本太郎は「破壊活動防止法は人権を侵害するのだったら反対する」としている[54]。
- 守備範囲の重なる公安警察からは、「調査目的で警察がマークしているマル対（捜査対象者）に接触し、警察やマスコミの動きなど、マル対を利するようなことを平気でしゃべり、その結果、マル対が逃亡することがしばしば起こっている。いったい、誰に雇われているのか」という批判があるという[45]。
- 日本経済新聞記者であった杉嶋岑が、公安調査庁の要請に応じて提供した写真やビデオ、供述資料等が、ことごとく北朝鮮情報当局に渡っており、公安調査庁の情報は北朝鮮に筒抜けであったという。杉嶋岑は北朝鮮当局によってスパイ容疑の罪で逮捕され、2年2か月間にわたる長期の拘束を余儀なくされた（「日経新聞記者北朝鮮拘束事件」を参照）。
- 公安調査庁は、国際テロリズムの潮流及び各種組織の実態を把握し、整理するため、1993年から「国際テロリズム要覧」を発刊している[55]。2022年のウクライナ侵攻において、ウクライナ側の一部隊である『アゾフ大隊』は、ネオナチであるという話題があった。「国際テロリズム要覧」（2021年）に記載されていたため、駐日ロシア大使館にもSNSで「公安調査庁がネオナチと認定」と引用された。これに対し、本庁は記述が「独自の評価を加えたもの」ではないとしたが、「事実と異なる」「誤った情報が拡散されている」などとして、該当部分を削除した[56]。削除の経緯などは明らかにせず、要覧に記載されている他の組織との差も明らかにしなかった（例えば、ターリバーンは記載されているが、根拠元の米国はあくまで「外国のテロ組織リスト」に載せていない[57]）。[58][59]

## 組織・役職

### 幹部
- 長官（長官は検事）
- 次長（次長は検事または公調キャリア)

### 内部部局
公安調査庁組織規則に基づき、以下の部や課などが設置されている。
- 総務部
  - 公文書監理官（1人）
  - 参事官（1人）
  - 総務課
    - 審理室
    - 渉外広報調整官（1人）

  - 人事課
- 調査第一部
  - 第一課：調査第一部の所掌事務の総合調整、調査第一部の所掌に属する無差別大量殺人行為を行った団体や破壊的団体に対する情報及び資料の総合的分析、無差別大量殺人行為を行った団体に対する観察処分に関する業務などを所管[60]。
  - 第二課：調査第一部の所掌に属する破壊的団体や無差別大量殺人行為を行った団体への規制の手続における必要な証拠の準備、破壊的団体及び無差別大量殺人行為を行った団体への規制に関する国内資料の収集、整理及び保管などの業務を所管[60]。
  - 公安調査管理官（2人）：破壊的団体の規制に関する調査などを所管[60]。
- 調査第二部
  - 第一課：調査第二部の所掌事務の総合調整、調査第二部の所掌に属する無差別大量殺人行為を行った団体や破壊的団体に関する情報及び資料の総合的分析、調査第二部の所掌に属する無差別大量殺人行為を行った団体に関する情報及び資料の総合的分析などの業務を所管[60]。
    - 国際調査企画官（1人）
    - 経済安全保障特別調査室
    - サイバー特別調査室

  - 第二課：調査第二部の所掌に属する破壊的団や無差別大量殺人行為を行った団体への規制の手続における証拠の準備、破壊的団体及び無差別大量殺人行為を行った団体の規制に関し必要な国外資料の収集、整理及び保管などの業務を所管[60]。
    - 国際破壊活動対策室

  - 公安調査管理官（3人）：国外との関連を有する無差別大量殺人行為を行った団体への規制に関する調査[60]。

### 施設等機関
- 公安調査庁研修所（国際法務総合センター内）

### 地方支分部局
- 公安調査局（北海道、東北、関東、中部、近畿、中国、四国、九州）
- 公安調査事務所（釧路、盛岡、さいたま、千葉、横浜、新潟、長野、静岡、金沢、京都、神戸、岡山、熊本、那覇）

## 歴代の公安調査庁長官
| 代 | 氏名       | 在任期間                       | 後職                                                          |
| -- | ---------- | ------------------------------ | ------------------------------------------------------------- |
| 1  | 藤井五一郎 | 1952年7月21日 - 1962年2月23日  | （公安調査庁長官で退官） （前職は第一東京弁護士会所属弁護士） |
| 2  | 斎藤三郎   | 1962年2月23日 - 1964年5月15日  | 広島高等検察庁検事長                                          |
| 3  | 吉河光貞   | 1964年5月15日 - 1968年9月10日  | 広島高等検察庁検事長                                          |
| 4  | 吉橋敏雄   | 1968年9月10日 - 1970年3月31日  | 仙台高等検察庁検事長                                          |
| 5  | 川口光太郎 | 1970年3月31日 - 1973年1月23日  | 名古屋高等検察庁検事長                                        |
| 6  | 川井英良   | 1973年1月23日 - 1975年1月24日  | （公安調査庁長官で退官） （前職は名古屋高等検察庁検事長）     |
| 7  | 冨田康次   | 1975年1月24日 - 1977年6月7日   | 名古屋高等検察庁検事長                                        |
| 8  | 山室章     | 1977年6月7日 - 1980年9月16日   | （公安調査庁長官で退官） （前職は公安調査庁次長）             |
| 9  | 鎌田好夫   | 1980年9月16日 - 1983年12月22日 | 名古屋高等検察庁検事長                                        |
| 10 | 谷川輝     | 1983年12月22日 - 1988年7月4日  | 名古屋高等検察庁検事長                                        |
| 11 | 石山陽     | 1988年7月4日 - 1989年9月4日    | 福岡高等検察庁検事長                                          |
| 12 | 米田昭     | 1989年9月4日 - 1991年12月12日  | 仙台高等検察庁検事長                                          |
| 13 | 栗田啓二   | 1991年12月12日 - 1993年7月2日  | 福岡高等検察庁検事長                                          |
| 14 | 緒方重威   | 1993年7月2日 - 1995年7月31日   | 広島高等検察庁検事長                                          |
| 15 | 杉原弘泰   | 1995年7月31日 - 1997年12月15日 | 大阪高等検察庁検事長                                          |
| 16 | 豊嶋秀直   | 1997年12月15日 - 1999年1月18日 | 福岡高等検察庁検事長                                          |
| 17 | 木藤繁夫   | 1999年1月18日 - 2001年5月22日  | 東京高等検察庁検事長                                          |
| 18 | 書上由紀夫 | 2001年5月22日 - 2002年6月17日  | 大阪高等検察庁検事長                                          |
| 19 | 町田幸雄   | 2002年6月17日 - 2004年1月16日  | 次長検事                                                      |
| 20 | 大泉隆史   | 2004年1月16日 - 2006年12月18日 | 大阪高等検察庁検事長                                          |
| 21 | 柳俊夫     | 2006年12月18日 - 2009年1月16日 | 大阪高等検察庁検事長                                          |
| 22 | 北田幹直   | 2009年1月16日 - 2010年12月27日 | 札幌高等検察庁検事長                                          |
| 23 | 尾崎道明   | 2010年12月27日 - 2014年1月9日  | 高松高等検察庁検事長                                          |
| 24 | 寺脇一峰   | 2014年1月9日 - 2015年1月23日   | 仙台高等検察庁検事長                                          |
| 25 | 野々上尚   | 2015年1月23日 - 2016年9月5日   | 福岡高等検察庁検事長                                          |
| 26 | 中川清明   | 2016年9月5日 - 2020年5月29日   | 名古屋高等検察庁検事長                                        |
| 27 | 和田雅樹   | 2020年5月29日 - 2023年1月10日  | 広島高等検察庁検事長                                          |
| 28 | 浦田啓一   | 2023年1月10日 - 2024年12月10日 | 広島高等検察庁検事長                                          |
| 29 | 田野尻猛   | 2024年12月10日 -               | (現職)                                                        |

## 幹部
2025年 (令和7年) 8月8日現在
| 職名         | 氏名       | 前職               | 就任年月   | 出典   |
| ------------ | ---------- | ------------------ | ---------- | ------ |
| 長官         | 田野尻猛   | 最高検察庁公安部長 | 2024年12月 | [ 61 ] |
| 次長         | 霜田仁     | 公安調査庁総務部長 | 2024年12月 | [ 62 ] |
| 総務部長     | 渡部亜由子 | 東京高等検察庁検事 | 2024年12月 | [ 62 ] |
| 調査第一部長 | 聖成竜太   | 警視庁警備部長     | 2025年8月  | [ 63 ] |
| 調査第二部長 | 二上英生   | 関東公安調査局長   | 2025年4月  | [ 64 ] |

## 予算等・規模など
2022年度（令和4年度）一般会計当初予算における、公安調査庁所管の歳出予算は  166億7203万7千円に及ぶ。内訳は、破壊的団体等調査費として25億1688万6千円、公安調査庁共通費として141億5515万1千円となっている。

## 所管法人
法務省の該当の項を参照

## 職員
一般職の在職者数は、検察官を除き2023年7月1日現在、1,637人（男性1,302人、女性335人）である。ほかに、検察官6人が在籍している。
法務省定員規則に定められた公安調査庁の定員は1,740人である。

## フィクションにおける公安調査庁
日本を舞台にした映画007シリーズ第5作「007は二度死ぬ」（1967年）にも登場し、ジェームズ・ボンド（ショーン・コネリー）に協力している日本情報機関のタイガー田中（丹波哲郎）は、公安調査庁の最高幹部という設定である（項目参照）。
また日本映画「シン・ウルトラマン」（2022年）にも登場し、巨大不明生物「禍威獣」に対抗するために設立された禍威獣特設対策室専従班の分析官である浅見弘子（長澤まさみ）は、公安調査庁から出向してきたという設定である。公安調査庁自体も、失踪した神永新二の行方を捜査する際に登場している。
ナガテユカの「ハボウの轍〜公安調査庁調査官・土師空也〜」で公安調査庁が描かれている。